# Specie di Aquilegia
Elenco delle Specie di Aquilegia:

## A

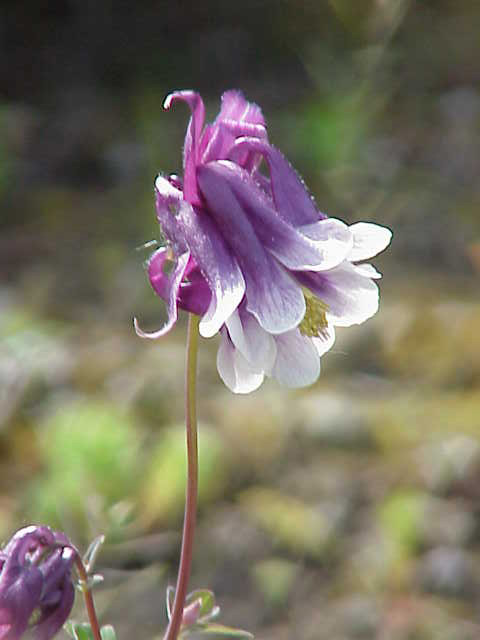
Aquilegia cultivar

- Aquilegia alpina L. - aquilegia maggiore
- Aquilegia amaliae Heldr. ex Boiss.
- Aquilegia apuana (Marchetti) E.Nardi
- Aquilegia aradanica Shaulo & Erst
- Aquilegia aragonensis Willk.
- Aquilegia atrata Koch - aquilegia scura
- Aquilegia atrovinosa Popov ex Gamajun.
- Aquilegia atwoodii S.L.Welsh
- Aquilegia aurea Janka

## B
- Aquilegia ballii (Litard. & Maire) E.Nardi
- Aquilegia baluchistanica Qureshi & Chaudhri
- Aquilegia barbaricina Arrigoni & E.Nardi - aquilegia di Sardegna
- Aquilegia barnebyi Munz
- Aquilegia barykinae Erst, Karakulov & Luferov
- Aquilegia bernardii Gren. & Gord. - aquilegia di Bernard
- Aquilegia bertolonii Schott - aquilegia di Bertoloni
- Aquilegia blecicii A.Podob.
- Aquilegia borodinii Schischk.
- Aquilegia brevistyla Hook.
- Aquilegia buergeriana Siebold & Zucc.

## C
- Aquilegia canadensis L.
- Aquilegia cazorlensis Heywood

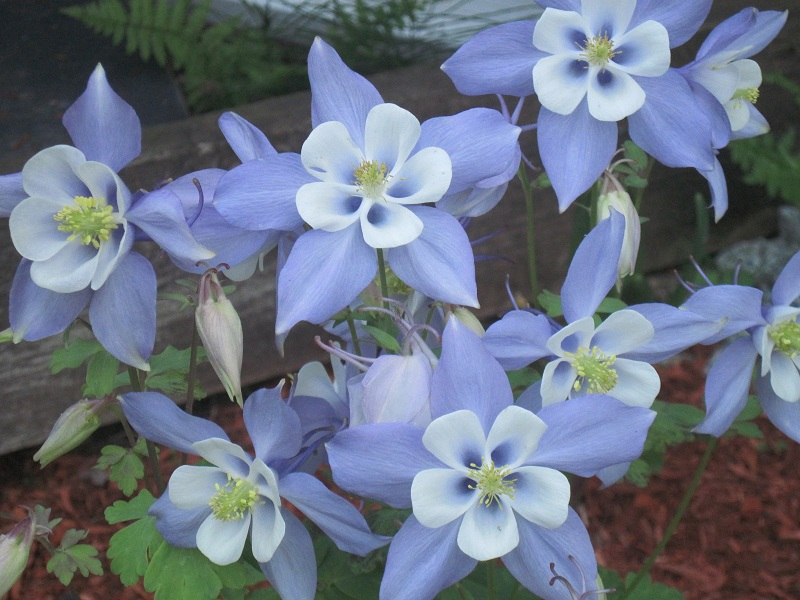
Aquilegia coerulea.

- Aquilegia champagnatii Moraldo, Nardi & la Valvaù
- Aquilegia chaplinei Standl. ex Payson
- Aquilegia chitralensis Qureshi & Chaudhri
- Aquilegia chrysantha A.Gray
- Aquilegia coerulea E.James
- Aquilegia colchica Kem.-Nath.
- Aquilegia confusa Rota
- Aquilegia cossoniana (Maire & Sennen) E.Nardi
- Aquilegia × cottia Beyer
- Aquilegia cremnophila Bacch., Brullo, Congiu, Fenu, J.L.Garrido & Mattana
- Aquilegia cymosa Qureshi & Chaudhri

## D
- Aquilegia daingolica Erst & Shaulo
- Aquilegia desertorum (M.E.Jones) Cockerell ex A.Heller
- Aquilegia desolaticola S.L.Welsh & N.D.Atwood
- Aquilegia dichroa Freyn
- Aquilegia dinarica Beck
- Aquilegia discolor Levier & Leresche
- Aquilegia dumeticola Jord.

## E
- Aquilegia ecalcarata Maxim.
- Aquilegia einseleana F.W.Schultz - aquilegia di Einsele
- Aquilegia elegantula Greene
- Aquilegia eximia Van Houtte ex Planch.

## F

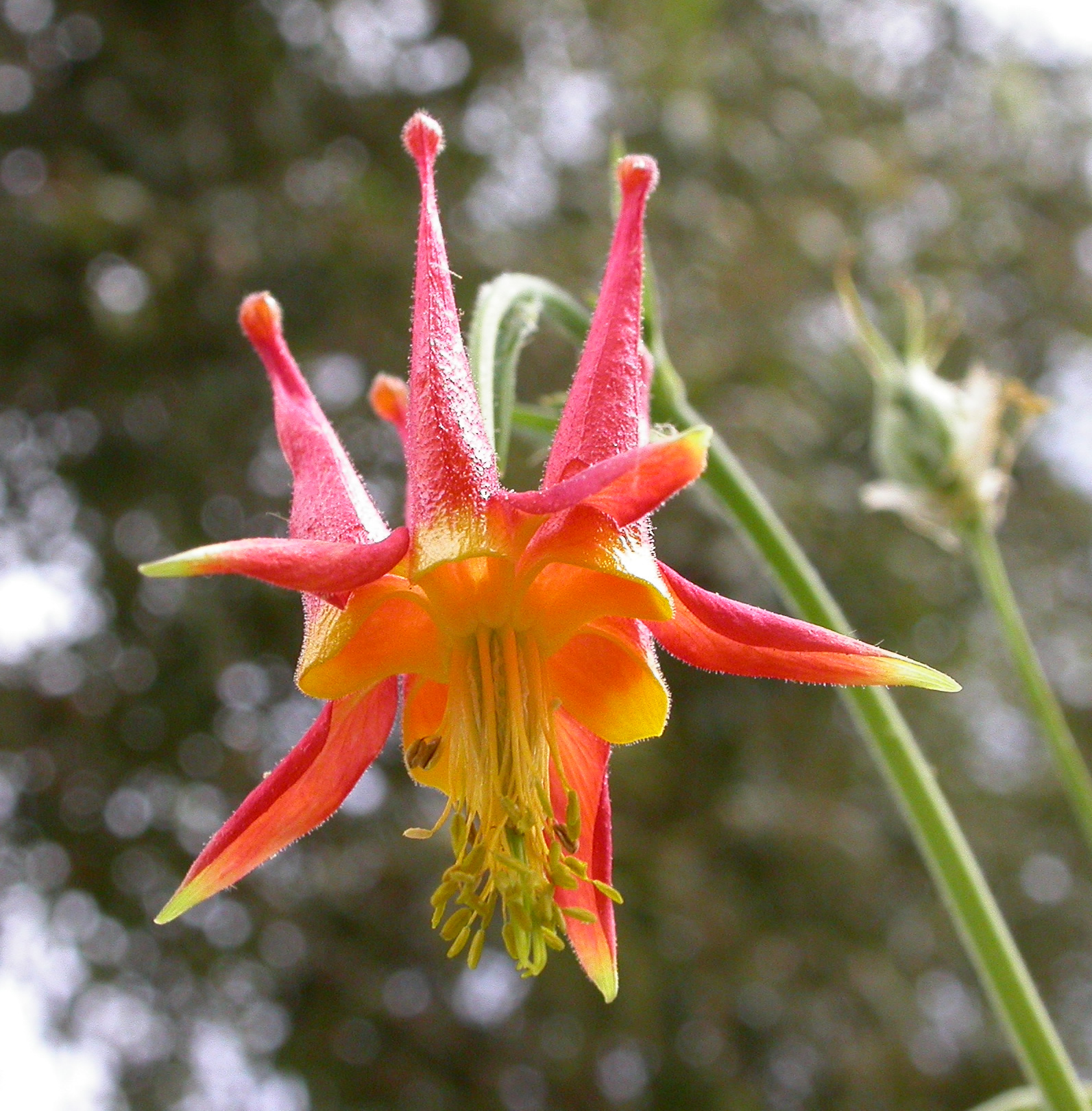
Aquilegia formosa

- Aquilegia flabellata Siebold & Zucc.
- Aquilegia flavescens S.Watson
- Aquilegia formosa Fisch. ex DC.
- Aquilegia fosteri (S.L.Welsh) S.L.Welsh
- Aquilegia fragrans Benth.

## G
- Aquilegia ganboldii Kamelin & Gubanov
- Aquilegia gegica Jabr.-Kolak.
- Aquilegia glandulosa Fisch. ex Link.
- Aquilegia gracillima Rech.f.
- Aquilegia grata Maly ex Zimmeter
- Aquilegia grubovii Erst, Luferov, Wei Wang & K.l.Xiang
- Aquilegia guarensis Losa

## H
- Aquilegia hebeica Erst
- Aquilegia hinckleyana Munz
- Aquilegia hirsutissima Timb.-Lagr. ex Gariod
- Aquilegia hispanica (Willk.) Borbás
- Aquilegia holmgrenii S.L.Welsh & N.D.Atwood

## I
- Aquilegia incurvata P.K.Hsiao
- Aquilegia iulia E.Nardi

## J
- Aquilegia japonica Nakai & H.Hara
- Aquilegia jonesii Parry

## K
- Aquilegia kamelinii Erst, Shaulo & Shmakov
- Aquilegia kanawarensis Jacquem. ex Cambess.
- Aquilegia kansuensis (Brühl) Erst
- Aquilegia karatavica Mikeschin
- Aquilegia karelinii (Baker) O.Fedtsch. & B.Fedtsch.
- Aquilegia kitaibelii Schott - aquilegia di Kitaibel
- Aquilegia kozakii Masam.
- Aquilegia kubanica I.M.Vassiljeva

## L
- Aquilegia lactiflora Kar. & Kir.
- Aquilegia laramiensis A.Nelson

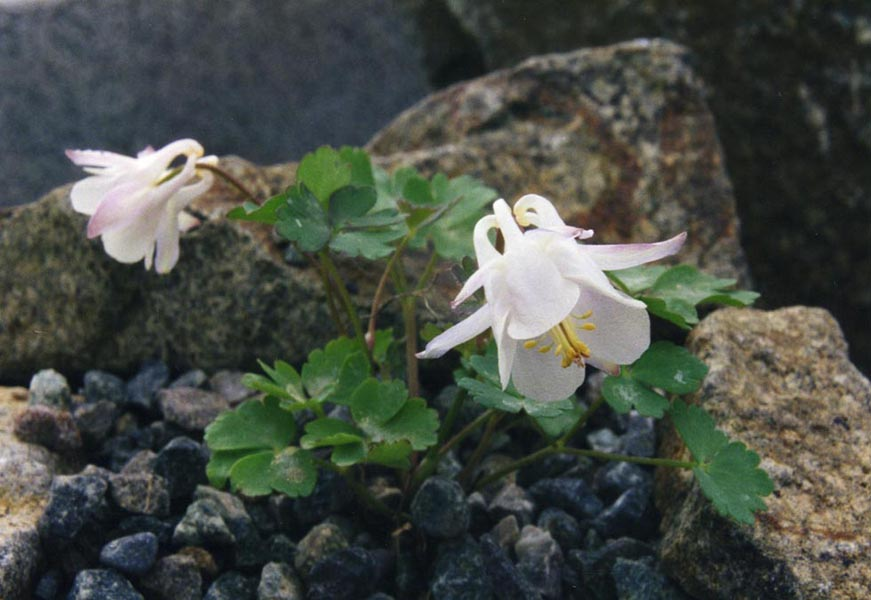
Aquilegia laramiensis.

- Aquilegia litardierei Briq. - aquilegia di Litardiere
- Aquilegia longissima A.Gray ex S.Watson
- Aquilegia lucensis E.Nardi

## M
- Aquilegia magellensis F.Conti & Soldano
- Aquilegia maimanica  Rech.f.
- Aquilegia marcelliana E.Nardi
- Aquilegia × maruyamana Kitam.
- Aquilegia meridionalis (Quézel & Contandr.) E.Nardi
- Aquilegia micrantha Eastw.
- Aquilegia microcentra Rech.f.
- Aquilegia microphylla (Korsh.) Ikonn.
- Aquilegia montsicciana Font Quer
- Aquilegia moorcroftiana Wall. ex Royle

## N

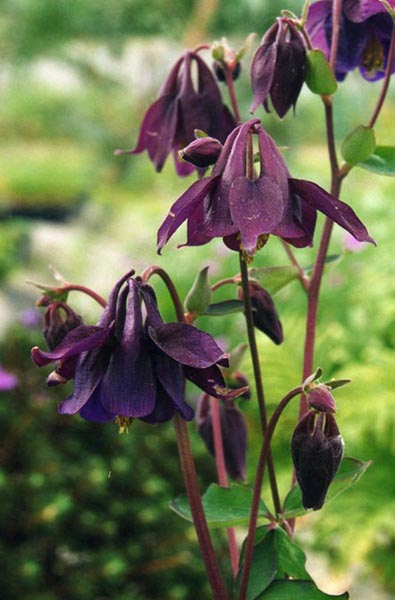
Aquilegia nigricans.

- Aquilegia nevadensis Boiss. & Reut.
- Aquilegia nigricans Baumg. - aquilegia ghiandolosa
- Aquilegia nikolicii Niketic & Cikovak
- Aquilegia nivalis (Baker) Falc. ex B.D.Jacks.
- Aquilegia nugorensis Arrigoni & E.Nardi
- Aquilegia nuragica Arrigoni & E.Nardi

## O
- Aquilegia ochotensis Vorosch.
- Aquilegia × oenipontana A.Kern. ex Riedl
- Aquilegia olympica Boiss.
- Aquilegia ophiolithica Barberis & E.Nardi
- Aquilegia ottonis Orph. ex Boiss. - aquilegia di Re Otto
- Aquilegia oxysepala Trautv. & C.A.Mey.

## P
- Aquilegia pancicii Degen
- Aquilegia parviflora Ledeb.
- Aquilegia paui Font Quer
- Aquilegia pubescens Coville

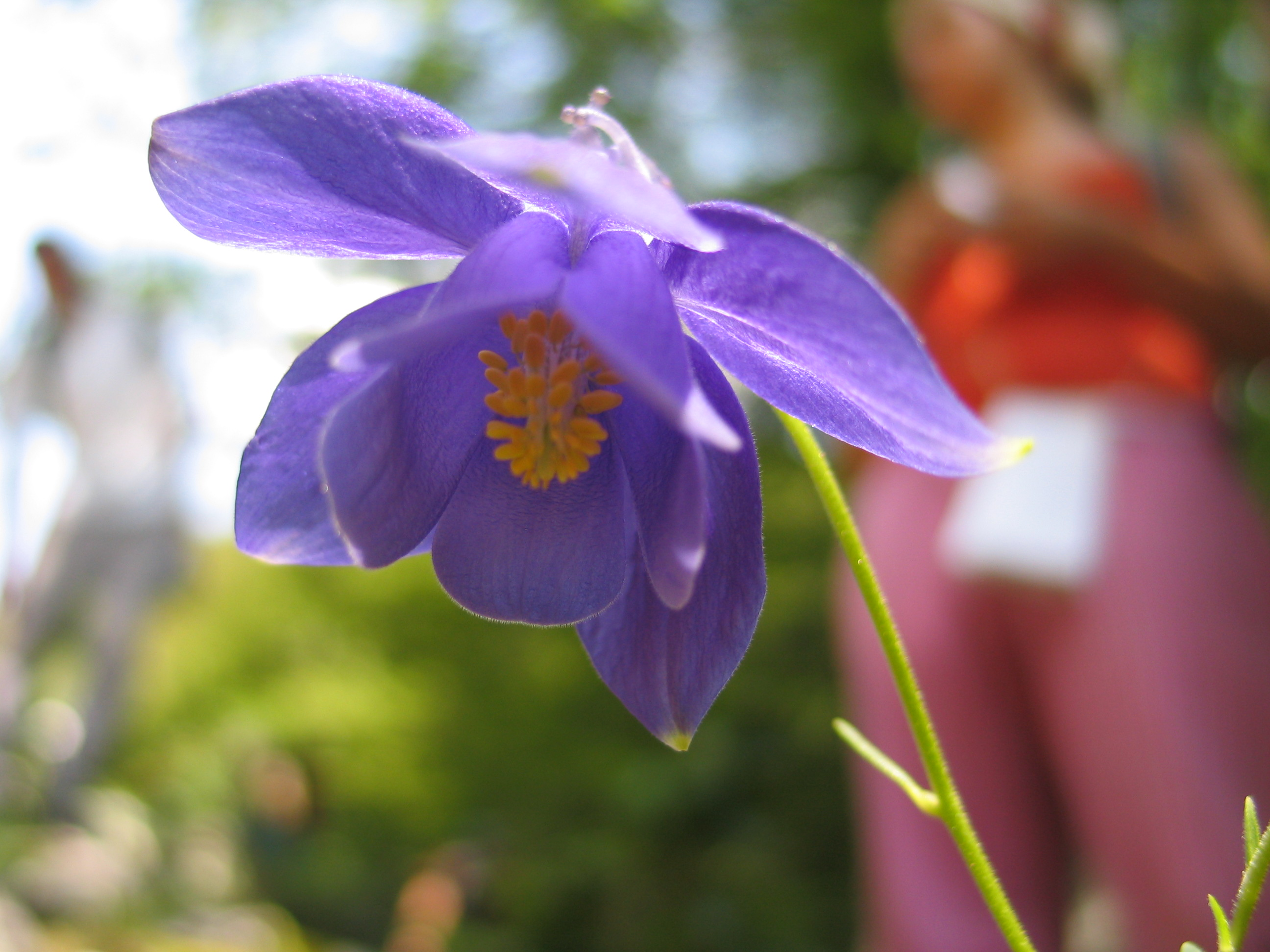
Aquilegia pyrenaica.

- Aquilegia pubiflora Wall. ex Royle
- Aquilegia pyrenaica DC.

## R
- Aquilegia reuteri Boiss.
- Aquilegia rockii Munz

## S

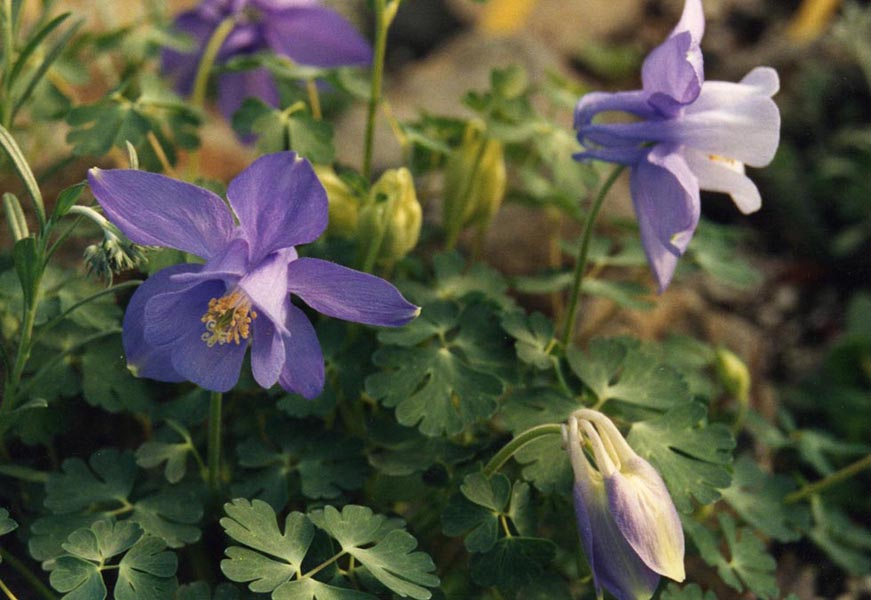
Aquilegia saximontana.

- Aquilegia saxifraga Casim.-Sor.Solanas & Cabezudo
- Aquilegia saximontana Rydb.
- Aquilegia scopulorum Tidestr.
- Aquilegia shockleyi Eastw.
- Aquilegia sibirica Lam.
- Aquilegia sicula (Strobl) E.Nardi
- Aquilegia skinneri Hook.
- Aquilegia sternbergii Rchb.
- Aquilegia subscaposa Borbás
- Aquilegia synakensis Shaulo & Erst

## T
- Aquilegia tianschanica Butkov
- Aquilegia transsilvanica Schur
- Aquilegia turczaninowii Kamelin & Gubanov
- Aquilegia tuvinica I.M.Vassiljeva

## V
- Aquilegia vicaria Nevski
- Aquilegia viridiflora Pall.

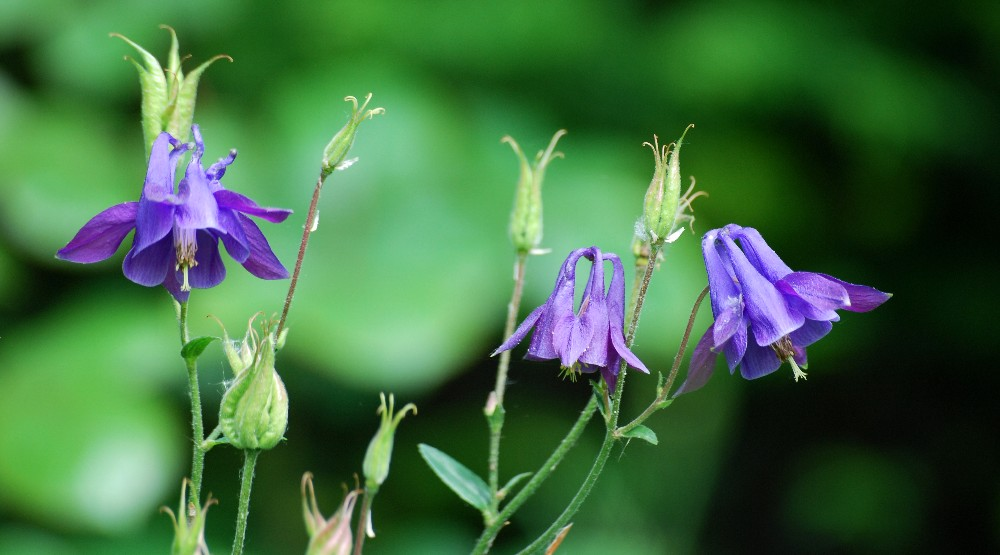
Aquilegia vulgaris.

- Aquilegia viscosa Gouan- aquilegia vischiosa
- Aquilegia vitalii Gamajun.
- Aquilegia vulgaris L. - aquilegia comune o colombina

## W
- Aquilegia wittmanniana Steven ex Fisch., C.A.Mey. & Avé-Lall.

## X
- Aquilegia xinjiangensis Erst

## Y
- Aquilegia yabeana Kitag.
- Aquilegia yangii Y.Luo & Lu Li